# NGC 4133
NGC 4133 (również PGC 38578 lub UGC 7127) – galaktyka spiralna z poprzeczką (SBb), znajdująca się w gwiazdozbiorze Smoka. Odkrył ją William Herschel 12 grudnia 1797 roku.